# Sarah Silverman (serial telewizyjny)
Sarah Silverman (ang. The Sarah Silverman Program, 2007–2010) – amerykański serial telewizyjny, w którym występuje Sarah Silverman, amerykańska aktorka oraz komik. Nadawany przez stację Comedy Central od 1 lutego 2007 roku. W Polsce nadawany przez kanał Comedy Central Polska.

## Obsada
- Sarah Silverman jako Sarah Jane Anastacia Silverman
- Laura Silverman jako Laura Jane Silverman III
- Brian Posehn jako Brian Spukowski
- Steve Agee jako Steve Myron
- Jay Johnson jako Oficer Jay McPherson
- Mark Cohen jako Max Silverman
- Tucker Smallwood jako Bóg

## Wersja polska
Wersja polska: na zlecenie Comedy Central Polska - Master Film

Tekst: Antonina Kasprzak

Czyta: Leszek Zduń